# Army of Freshmen
Army of Freshmen (dt. Armee von Anfängern) ist eine Pop-Punk-Band aus Ventura in Kalifornien. Sie hat sechs Mitglieder und hatte über 1000 Auftritte in 10 Ländern weltweit. Zusammen mit Bowling for Soup gründeten sie die jährlich stattfindende Get Happy Tour.

## Bandgeschichte

### Bandgründung und Anfänge
Chris Jay verließ 1997 nach dem Abschluss der Schule seinen Heimatstaat New Jersey und ging nach Kalifornien mit dem Ziel, eine Band zu gründen. Dort freundete er sich mit dem Keyboarder Owen Bucey, dem Posaunisten Dan Clark, dem Trompeter Aaron Goldberg, dem Schlagzeuger Mike Rini und dem Bassisten One Nielsen an. Die Gruppe trat mit Jays geschriebenen Songs im Teltron Internet Cafe auf.
Innerhalb einiger Monate machte sich Army of Freshmen im Ventura County einen Namen und erfreute sich einer wachsenden Fangemeinschaft. Während der ersten beiden Jahren nach der Gründung spielte Jay Gitarre und Goldberg und Clark waren als Bläser tätig. Als sich ihr Sound immer mehr in Richtung Pop-Rock orientierte, wechselte Goldberg zur Gitarre und Clark wurde zusätzlicher Keyboarder der Band. Ohne einen Vertrag mit einem Plattenlabel zu haben, organisierten sie eigene Touren.

### Plattenvertrag und erste Veröffentlichung
Im Jahr 2001 unterschrieb die Band einen Plattenvertrag mit Blue Hand Records, einem kleinen Label aus Ventura. Das veröffentlichte selbstbetitelte Debütalbum wurde von Jay Ferguson, einem Mitglied der 60er-Rockband Spirit, produziert.
Im Sommer 2001 nahm Army of Freshmen an der Moto Music Madness Tour, die über 50 Auftritte in den Vereinigten Staaten umfasste, teil.
Anfang 2003 verließ Nielsen die Band, da er heiraten und eine Arbeit in der Immobilienbranche aufnehmen wollte. Er wurde durch Kai Dodson, einen langjährigen Freund der Band und ein ehemaliges Mitglied von 19th Hole, ersetzt. Zu dieser Zeit wurde das Debütalbum von Sonic Label, einer japanischen Plattenfirma, entdeckt, und Army of Freshmen wurde eingeladen, auf dem Supersonic, einem der größten Musikfestivals in Japan, zu spielen. Im Herbst tourte die Band erstmals zusammen mit Bowling for Soup, wodurch sich eine enge Freundschaft zwischen den beiden Bands entwickelte. Dies hatte die Gründung der Get Happy Tour im Jahr 2006 zur Folge.

### Zweites Album und viele Auftritte
Ende 2003 begannen die Aufnahmen für das zweite Album mit dem Titel Beg, Borrow, Steal. Es wurde von Angus Cooke produziert und wurde vom Plattenlabel 33rd Street Records, das zur nicht mehr existierenden Musikgeschäft-Kette Tower Records gehörte, herausgegeben. Die Single Get Um Up wurde von über 20 alternativen Radiosendern gespielt und war fünf Wochen lang in den Top 20 der U.S. Alternative radio specialty charts.
Im Jahr 2004 kehrte die Band nach Japen zurück um zusammen mit The Living End, Bowling for Soup und Sugarcult aufzutreten. In Sapporo schaffte es das zweite Album von Army of Freshmen in die Top 10.
Nach der Rückkehr aus Japan nahm die Band an der Warped Tour 2004 teil. Beim Touraufenthalt in Toronto (Kanada) wurde Mike Rini gebeten, die Band zu verlassen. Mike Milligan, der bereits auf einigen Shows mit seiner vorigen Band Short Arm Trick gespielt hatte, wurde im Dezember 2004 offiziell der neue Schlagzeuger von Army of Freshmen. Kurz nach der Warped Tour tourte die Band mit The Littlest Man Band und Suburban Legends durch das Vereinigte Königreich. Wieder in den USA beendete die Band ihr aktivstes Jahr mit einer Tour zusammen mit Lucky Boys Confusion.
Auch im Jahr 2005 tourte die Band, um die Bekanntheit und den Verkaufserfolg ihres zweiten Albums weiter zu steigern. Sie kehrten auch nach England zurück, wo sie auf dem Eröffnungskonzert der Bowling-for-Soup-Tour spielten. Zur Unterstützung der Tour veröffentlichten sie im Vereinigten Königreich die EP At the End Of the Day, die in Texas aufgenommen und von Jaret Reddick, dem Frontmann von Bowling for Soup, produziert wurde.

### Drittes Album und Get Happy Tour
Das dritte Album von Army of Freshmen mit dem Titel Under the Radar erschien im Jahr 2006. Es wurde in Los Angeles aufgenommen und von Jay Ruston produziert. Ursprünglich sollte das Album von American Blood, einem kleinen unabhängigen Label, herausgegeben werden, dies stieg aber aus und überließ der Band alle Rechte. Das Album wurde schließlich von der Band selbst veröffentlicht. Im Frühjahr desselben Jahres kehrte die Band nach Japan zurück und nahm zum dritten Mal an der Nutcase Entertainment Tour teil. Dessen Veranstalter war das neue Label der Band in Japan, nachdem sich Sonic Label zurückgezogen hatte.
Im Sommer 2006 gründeten und spielten Army of Freshmen und Bowling for Soup auf der ersten Get Happy Tour, die aus Faninteraktion und einer familienfreundlichen Show bestand. Im Februar 2007 kam die Get Happy Tour nach Großbritannien, wo sie vor Beginn ausverkauft war. Die energiegeladene Liveshow von Army of Freshmen kam bei Musikmagazinen wie dem Kerrang gut an. Beim Auftritt in Birmingham wurden die Organisatoren vom Download-Festival auf die Band aufmerksam und eine Woche später wurde Army of Freshmen auf das Download-Festival im Juni 2007 eingeladen.
Im Mai 2007 spielte die Band als Vorbereitung auf ihren ersten Festival-Auftritt in Großbritannien auf der Good to Go Tour zusammen mit Wheatus und MC Lars. Army of Freshmen besuchte zum ersten Mal Kontinentaleuropa (Belgien, Deutschland und die Niederlande) und kehrte mit Reel Big Fish im Juni vor dem Download-Festival nach England zurück.
Bei der zweiten Auflage der Get Happy Tour im Sommer 2007 spielten neben Army of Freshmen auch Bowling for Soup, Quietdrive und Mêlée. Im Oktober kam die Tour nach Frankreich, in die Niederlande und Deutschland. Gleich darauf ging die Tour in Großbritannien weiter, wo Army of Freshmen zusammen mit Bowling For Soup, der Bloodhound Gang und Zebrahead vor einigen ihrer größten Zuschauermengen überhaupt spielte.

### Viertes Album und jüngste Entwicklung
Army of Freshmen gab im April 2008 bekannt, dass die Aufnahmen für das vierte Studioalbum mit dem Titel Above the Atmosphere fertig waren. Das zehn Titel umfassende Album wurde im Februar und März desselben Jahres in Los Angeles aufgenommen und von wiederum von Jay Ruston produziert. Während der Aufnahmen wurden von der Band mehrere Fotos auf Blogs und Videos auf YouTube gestellt. In dieser Zeit trat die Band auch beim Southwest Festival in Austin (Texas) in Kombination mit Bowling for Soup, The Presidents of the United States of America, Wheatus and Ludo auf.
Above the Atmosphere wurde im Juni von der Band selbst herausgebracht. In diesem Monat tourten Army of Freshmen diesmal alleine in Großbritannien, um die Fans auf das neue Album aufmerksam zu machen. Außerdem trat sie wieder als eine der wenigen Nicht-Metal-Bands beim Download-Festival auf. Im Kerrang Magazine erhielt die Band vier Ks, die zweithöchste mögliche Wertung. Anschließend tourte die Band für drei Wochen in den USA einschließlich eines Benefizkonzerts an Chris’ High School.
Im September erschien auf YouTube das erste Video zum Song No One’s Famous aus dem neuen Album.

## Diskografie

### Studioalben
- 2001: Army of Freshmen
- 2004: Beg, Borrow, Steal
- 2006: Under the Radar
- 2008: Above the Atmosphere
- 2012: Happy To Be Alive

### EPs
- 2005: At the End Of the Day (erschien nur im Vereinigten Königreich)